# Nordor Co
Nordor Co (kinesiska: Nuoduo Cuo, 诺多错) är en sjö i Kina. Den ligger i den autonoma regionen Tibet, i den sydvästra delen av landet, omkring 460 kilometer norr om regionhuvudstaden Lhasa. Trakten runt Nordor Co består i huvudsak av gräsmarker.
Genomsnittlig årsnederbörd är 262 millimeter. Den regnigaste månaden är juli, med i genomsnitt 71 mm nederbörd, och den torraste är december, med 2 mm nederbörd.